# 全国高等学校定時制通信制卓球大会
全国高等学校定時制通信制卓球大会（ゼンコクコウトウガッコウテイジセイツウシンセイタッキュウタイカイ）は、定時制・通信制高等学校の卓球の全国大会で、毎年8月に行われている。野球・陸上競技・自転車競技に次ぐ歴史を持つ大会である。

## 概要
大会は東京都世田谷区にある駒沢オリンピック公園総合運動場体育館で毎年8月に行われる定時制通信制の卓球大会。ただし2021年はロートアリーナ奈良で開催された。参加者数は定通大会では珍しく若干増えている。個人戦と団体戦で行われ、定時制通信制の大会では珍しく団体戦は学校対抗戦で行われる。